# Niccolò de' Conti
Niccolò de' Conti (Chioggia, Vèneto, 1385 – Venècia, 1469) fou un mercader i explorador de la República de Venècia, que va viatjar a l'Índia, el sud-est asiàtic, i possiblement el sud de la Xina, a començaments del segle xv. Després del retorn de Marco Polo, no hi ha constància que cap altre mercader italià tornés a la Xina fins que ho feu Niccolò de' Conti per mar el 1439.
Niccolò va partir de Venècia al voltant del 1419, per establir-se a Damasc, Síria, on estudià àrab. Durant uns 25 anys va viatjar com un mercader musulmà per nombrosos indrets d'Àsia gràcies a la seva familiaritat amb les llengües i cultures del món islàmic.
Els viatges de Niccolò es van produir gairebé simultàniament a les expedicions de l'almirall xinès Zheng He. Els seus relats són contemporanis i coincideixen amb els dels escriptors xinesos que es trobaven en els vaixells de Zheng He, com Ma Huan (escrit el 1433) i Fei Xin (escrit sobre el 1436).

## Viatges
Des de Damasc Niccolò de' Conti va creuar el desert per arribar a Bagdad, i seguint Tigris arribà fins a Bàssora. Navegant pel golf Pèrsic va arribar a l'Iran, on va aprendre persa.
Llavors va travessar el mar d'Aràbia fins a Cambay, al Gujarat. Va viatjar fins a l'Índia, a "Pachamuria", "Helli" i Vijayanagar. Va anar cap a "Maliapur" a la costa est de l'Índia, probablement a l'actual Mylapore, a Chennai, on visità la tomba de sant Tomàs, que en la tradició cristiana es recorda com a fundador d'una comunitat cristiana a la zona.
Al voltant del 1421, Niccolò arribà fins al nord de Sumatra, on va passar un any, adquirint coneixements de la zona, en especial sobre el comerç de l'or i les espècies. Després va continuar navegant durant 16 dies fins a arribar a Tenasserim, a la península Malaia. D'allí navegà cap a la desembocadura del Ganges, visitant Bardhaman, a la Bengala Occidental, i després per terra fins a Arakan, a Birmània. Després de viatjar a través de Birmània arribà fins a Java, on va passar nou mesos, abans d'anar a Txampa, actual Vietnam.
A la dècada de 1430 retornà cap a l'Índia (Quilon, Kochi, Calicut, Cambay) i l'Orient Mitjà (Socotra, Aden, Berbera, a Somàlia, Jiddah), i d'aquí per terra fins a la península del Sinaí, on es trobà amb Pedro Tafur, un viatger hispà que l'acompanya fins al Caire, on s'instal·la.
Va viatjar sempre acompanyat per la seva família, però la seva dona, a qui havia conegut a l'Índia, i dos dels seus quatre fills van morir a Egipte durant una epidèmia. Niccolò continuà fins a Itàlia amb els altres fills, arribant a Venècia el 1444, on s'instal·là com un comerciant respectat.
Durant el seu viatge Niccolò s'havia vist obligat a convertir-se a l'islam per salvar la seva vida i la de la seva família. En tornar va demanar audiència al Papa Eugeni IV per demanar perdó per la seva apostasia forçada. El Papa, venecià com ell, l'absolgué imposant-li com a penitència relatar el seu periple al seu secretari personal, Poggio Bracciolini. El relat fou publicar com un capítol de l'obra De Varietate Fortunae de Bracciolini.